# Vítězslav Houdek (voják)
Vítězslav Houdek (22. září 1920 Třebíč – 1967 Etiopie) byl český ekonom, obchodník a voják.

## Biografie
Vítězslav Houdek se narodil v Třebíči v roce 1920 do rodiny soudního revidenta, studoval na Gymnáziu v Třebíči a od roku 1939 pak na strojní fakultě vysoké škole technické v Brně. Po uzavření českých vysokých škol v roce 1939 pak odešel do Jugoslávie, kde pokračoval ve studiu (jeho maminka byla chorvatského původu). Z Jugoslávie však musel roku 1940 také odejít.
Odešel na Blízký východ, kde nastoupil do československé armády a pak odešel do Francie a následně do Velké Británie. V Británii nastoupil na výsadkářský výcvik, ale posléze přešel k dělostřelectvu. Bojoval v severní Africe, ve Francii a v Německu, následně se dostal i k Plzni.
Po skončení druhé světové války nadále působil v armádě v pěším pluku v Jihlavě. V Jihlavě se později oženil a následně od armády odešel. V roce 1948 emigroval do Německa a posléze odešel do Velké Británie, kde působil jako obchodník a později odešel do Etiopie, kde působil jako ekonomický expert a poradce Etiopské národní banky. Podle jiných zdrojů pak měl v Etiopii obchodovat s pneumatikami. V Etiopii byl sledován československou rozvědkou jako jeden z vedoucích osob proamerických emigrantů žijících v Etiopii.
Zemřel v roce 1967 na následky autohavárie v etiopských horách.